# 825 Tanina
825 Tanina eller 1916 ZL är en asteroid i huvudbältet, som upptäcktes den 27 mars 1916 av den ryske astronomen Grigorij N. Neujmin vid Simeizobservatoriet på Krim. En oberoende upptäckt gjordes av den tyske astronomen Max Wolf. Asteroiden namngavs senare efter Mrs. Tanina Semenoff.
Den tillhör asteroidgruppen Flora.
Tanina senaste periheliepassage skedde den 8 september 2022. Dess rotationstid har beräknats till 6,94 timmar